# Notophyllum japonicum
Notophyllum japonicum är en ringmaskart som beskrevs av Marenzeller 1879. Notophyllum japonicum ingår i släktet Notophyllum och familjen Phyllodocidae. Inga underarter finns listade i Catalogue of Life.